# Dugald Stewart
Dugald Stewart, född 22 november 1753 i Edinburgh, död 11 juni 1828, var en skotsk filosof. Hans far, Matthew Stewart (1715–1785), var professor i matematik vid Edinburghs universitet (1747–1772).

## Liv och arbete
Dugald Stewart utbildades i Edinburgh vid Royal High School och universitetet, där han läste matematik och moralfilosofi under Adam Ferguson. År 1771 begav han sig till Glasgow där han läste under Thomas Reid. Medan han hade Reid att tacka för hela sin moralteori, återgäldade han skulden genom att presentera Reids synpunkter genom sin beundransvärda stil och akademiska vältalighet. I Glasgow bodde Stewart i samma hus som Archibald Alison, författare till Essay on Taste, och en långvarig vänskap blossade upp mellan dem. 
Efter en enstaka föreläsning i Glasgow kallades Dugald Stewart hem vid 19 års ålder. Hans far hade nämligen blivit sjuk och han beordrades att ta över hans föreläsningar i matematik vid University of Edinburgh. Efter att ha varit sin fars vikarie i ungefär tre år utnämndes han tillsammans med honom till professor år 1775. Tre år därefter skickades Adam Ferguson till de amerikanska kolonierna och Stewart fick ta över även hans föreläsningar. Under denna period (1778 - 1779) gav han, vid sidan av sitt matematiska arbete egna, föreläsningar om moral. År 1783 gifte han sig med Helen Bannatyne, som dog redan 1787. De fick bara en son tillsammans: Colonel Matthew Stewart. Under sina tidigare år influerades han av Lord Monboddo som han brevväxlade med regelbundet.
År 1785 Stewart ta över Fergusons moralfilosofiska tjänst helt och satt kvar i denna i ungefär 25 år. Unga studenter attraherades av hans rykte hela vägen från England och Amerika. Bland dessa återfanns bland andra Walter Scott, Francis Jeffrey, Henry Thomas Cockburn, Francis Homer, Sydney Smith, Lord Brougham, Thomas Brown, James Mill, James Mackintosh och Archibald Alison. Den moralfilosofiska kursen han höll behandlade, bortsett från etik, även politisk filosofi och från 1800-talet och framåt höll han en separat kurs i politisk ekonomi, ett fält som var helt nytt och tämligen okänt för tiden. Stewarts upplysta politiska lärande var tillräckligt för att vid tiden runt den franska revolutionen dra till sig uppmärksamhet och oförtjänt misstänksamhet från auktoriteter. Under somrarna 1788 och 1789 fanns han i Frankrike där han träffade människor såsom Suard, Degérando, Raynal. I samband med detta började han sympatisera med den revolutionära rörelsen.
År 1790 gifte sig Stewart med Helen D'Arcy Cranstoun, dotter till en advokat/domare och brorsdotter till den ökände William Henry Cranstoun som var involverad i rättegången om Mary Blandy. Hans andra fru var väluppfostrad och framgångsrik och de fick en son och en dotter tillsammans. Sonen dog dock 1809 och det tog Stewart hårt och som en följd av sorgen pensionerade han sig slutligen. Innan dess var han emellertid mycket aktiv som författare. Som student i Glasgow skrev han essän Dreaming. År 1792 publicerade han den första volymen i Elements of the Philosophy of the Human Mind; den andra volymen kom ut 1814 och den tredje 1827. År 1793 tryckte han skolboken Outlines of Moral Philosophy som kom ut i flera utgåvor.
1805 publicerade Stewart broschyrer där han försvarade John Leslie från kyrkans attacker. När chocken efter hans sons död gjorde det omöjligt för honom att föreläsa mellan åren 1809-1810, togs hans plats av Dr Thomas Brown på egen begäran. 
Från 1809 och framåt levde Stewart huvudsakligen i sitt hus vid Kinneil, Linlithgowshire. År 1810 kom Philosophical Essays ut och den andra volymen av Elements publicerades 1814. År 1822 blev han paralyserad men återhämtade sig nästan helt, åtminstone tillräckligt för att han skulle kunna fortsätta sina studier. 1827 publicerade han den tredje volymen i Elements och år 1828, några veckor innan hans död kom The Philosophy of the Active and Moral Powers ut. Han dog i sin hemstad Edinburgh, där det idag har rests ett monument till hans minne.

## Influenser
Stewarts filosofiska synpunkter är huvudsakligen vidareutvecklingar av dem hans mentor Reid hade. Han vidhöll bland annat Reids psykologiska metod och utvecklade vidare hans "common-sense"-lära som samtidigt attackerades av James Mill och son. Omedvetet avföll han emellertid från den rena skotska traditionen och anammade åsikter även från den moderata empirismen och de franska ideologerna (Laromiguière, Cabanis och Destutt de Tracy). Det är viktigt att lägga märke till den energi han lade ned på sina argument mot ontologin och Condillacs sensationalism. Kant erkände han att han aldrig förstått. Kanske hans mest viktiga och originella verk är hans smakteoretiska text Philosophical Essays. Hans rykte vilar emellertid mer på den inspirerande vältaliga och vackra sätt att skriva.